# Kash Doll
Arkeisha Knight (Detroit, 14 de Março de 1992), mais conhecida como Kash Doll, é uma rapper, modelo e atriz estado-unidense.

## Vida e Carreira Artística
Kash Doll é uma nativa da parte Oeste de Detroit, Michigan e após a morte de seu pai, passou a cresceu ao lado de sua mãe, padrasto, seu irmão mais novo e outras quatro irmãs. Antes de decidir se tornar uma rapper, Kash trabalhou em diversos empregos diferentes como zeladora em uma concessionaria da Ford, fabrica de salgadinhos Potato Chips, uma pizzaria e também chegou a ser babá, e depois de se formar na Detroit City High School, largou tudo para ganhar dinheiro fácil e se tornou uma stripper em casas noturnas, chegou a ganhar 26 mil dólares por noite, e logo após conseguiu se tornar uma modelo, mas com o seu amor em criar poesias, a ajudou em aprimorar suas habilidades para escrever rimas, e mais tarde se lançou na indústria do rap.
Em 2012, depois de um ano trabalhando como stripper, com ajuda e encorajamento de seu falecido ex-namorado Dex Osama, ela lançou sua música de estréia chamada "Freestyle", tendo como sample a canção "Get Money" do grupo Junior M.A.F.I.A., com The Notorious B.I.G. e Lil' Kim interpretando a canção. Desde então não parou, lançou vários singles soltos como “From the Back”, “Old Freak” and “ The Baddest”. Em 2014, Kash Doll remixou a música "2 On" de Tinashe e sua carreira decolou na contagem regressiva de Detroit garantindo inúmeras reservas em shows e colaborações. Em 2015 seu single "Run Me My Money" ganhou mais de 750.000 visualizações em apenas 5 meses, e no inverno de do mesmo ano, Kash Doll lançou sua primeira mixtape "Keisha vs. Kash Doll" com colaborações de Zaytoven, Trina, Lyrica Anderson e B.o.B. A mixtape excedeu as expectativas com mais de 600 Mil downloads nos primeiros dois dias de lançamento. Em agosto de 2016, o rapper Drake convidou Kash para abrir seu show na "Summer Sixteen Tour" com Future. Mais tarde, ela lançou seu próprio aplicativo de emojis chamado "KDmoji" que estreou em #10 na Apple App Store. Em março de 2017, Kash lançou o seu mais aclamado single "For Everybody", onde foi bastante aprovado por diversos rappers como Remy Ma. O videoclipe da música foi inspirado em uma cena do filme "Barra Pesada" de 1998.

## Trabalhos
Mixtapes
- 2015: Keisha Vs Kashdoll
- 2016: Trapped In The DollHouse

Filmes
- 2015: Buffed Up
- 2015: 2eleven

Álbuns 
- Stacked (18/10/2019)